# Rayman (videojoc)
Rayman és un videojoc dissenyat i publicat per Ubisoft. Va ser llançat el setembre del 1994 per a la Atari Jaguar, i el novembre del 1995 per a Sega Saturn i Sony PlayStation. Tot i que la versió d'Atari i Sega no va tenir massa èxit, la versió de Sony ha tingut una gran acollida entre la crítica i el públic, venent més de 10 milions de còpies i proveint així a Ubisoft dels fons financers necessaris per esdevenir l'empresa més important del sector.
Ubisoft ha publicat dues versions més amb gràfics 3D de la saga de Rayman. La primera d'aquestes, Rayman 2: The Great Escape va tenir un gran èxit. Això no obstant, d'acord amb l'edició del setembre de 2006 de la revista Nintendo Power, l'últim joc, Rayman 3: Hoodlum Havoc, va causar decepció, ja que no només li mancava la màgia que havia fet que les altres dues versions fossin aclamades, sinó que a més feia una sàtira del gènere, i de la saga en general.
Un altre joc d'Ubisoft, Rayman Raving Rabbids, va debutar com a títol principal de la consola Wii. A diferència de les altres versions del joc, en aquesta, Rayman no és més que un personatge secundari; tot i que l'argument del joc gira entorn de la seva captura, queda eclipsat pels Rabbids. A més, el joc en si és un recull de mini-jocs, cosa que el diferencia substancialment de les altres versions. Cap a finals del 2007, va sortir a la venda Rayman Raving Rabbids 2, i actualment s'està treballant en una tercera entrega, Rayman Raving Rabbids TV Party.

## L'univers de Rayman
La major part de l'univers de Rayman és de natura fantàstica o abstracta. Els jocs es desenvolupen en dos mons completament diferents i aparentment sense relació: el primer és el món d'on prové Rayman, mentre que el segon, anomenat The Glade of Dreams (La Clariana dels Somnis), és el món d'un ésser superior anomenat Polokus. Al món original de Rayman el protegeix el Protoon, un gran orbe d'energia, el qual està envoltat dels Electoons, petits éssers roses i esfèrics.
Sembla que, en un inici, el món de Polokus era un gran espai ple de petites boles d'energia, anomenades Lums. En algun moment del passat, però, aquests lums van concentrar la seva energia en el pensament, i en va sorgir un ésser diví anomenat Polokus. El seu poder era tal, que qualsevol petit pensament o desig es feia realitat. Polokus va utilitzar aquests poders a favor seu i va crear un món habitat per éssers màgics. Però aquest poder també tenia inconvenients. A Polokus el preocupava el fet de no poder controlar les seves creacions, i els seus malsons i pensaments negatius també van crear bèsties peculiars i criatures perilloses.
Quan Polokus va parar de somiar, va deixar el seu món per tal de reunir-se amb altres divinitats i debatre sobre el futur. Però abans de marxar, va repartir 4 màscares arreu del seu món, per si passava alguna cosa en la seva absència. Per fer tornar a Polokus, s'havien de reunir les 4 màscares.

### El món de Rayman
Els dos mons de Rayman es caracteritzen per una gran varietat d'ambients naturals, amb prats verds, coves, pantans i boscos. Alguns éssers habiten el món de Polokus, com les fades o els anomenats Teensies, uns éssers lil·liputencs (guardians dels passatges), la gent, com Globox, Clark i Murfy i el mateix Rayman. Els habitants d'aquest món viuen en harmonia amb el planeta, i rarament compten amb l'ajuda de les màquines o la tecnologia.
Però pels mons on es mou Rayman també hi ha criatures malignes. Les que habiten al món de Polokus es creu que són el resultat dels seus malsons i pensaments negatius. Els del món de Rayman els controla Mr. Dark.